# 中里站 (長崎縣)
中里站（日语：／ Nakazato eki */?）是位於長崎縣佐世保市上本山町，松浦鐵道的西九州線車站。

## 歷史
- 1920年（大正9年）3月27日 - 佐世保輕便鐵道（後來為佐世保鐵道（日语：佐世保鉄道））中里站啟用。
- 1936年（昭和11年）10月1日 - 佐世保鐵道國有化[1]，成為松浦線車站。車站改名為肥前中里站。
- 1962年（昭和37年）10月1日 - 結束貨物業務。
- 1963年（昭和38年）4月1日 - 成為無人車站。
- 1987年（昭和62年）4月1日 - 伴隨國鐵分割民營化，車站由九州旅客鐵道（JR九州）營運[2][3][4]，成為JR九州松浦線車站。
- 1988年（昭和63年）4月1日 - 松浦鐵道接管松浦線，成為松浦鐵道西九州線車站。同時改名為中里站。

## 車站構造
車站是一座地面車站，設有1面2線的島式月台。此站是無人車站，沒有車站大樓，只有候車室。車站出入口與月台之間設有兩座站內平交道連接，一座於月台靠近本山站一端，另一座位於月台中央靠近皆瀨站一方。

## 利用狀況
在2018年度，1日平均上落車人次為271人。在2005年度，1日平均上落車人次為176人。

## 車站周邊
- 國道204號
- 佐世保市立中里中學
- 檜台團地（由於位於高地，因此車站附近曾設有免費單軌鐵路服務[7]，然而已於2020年廢止）
- MaxValu（日语：イオン九州）中里店

## 相鄰車站
松浦鐵道
西九州線
快速（※僅部分下行（佐世保方向）的列車停靠）
本山－中里－左石
普通
本山－中里－皆瀨

## 注腳
1. ↑  「鉄道省告示第326.327号」『官報』1936年9月29日（國立國會圖書館數碼化收藏）
2. ↑  九州鉄道百年祭実行委員会・百年史編纂部会 (编).  初版. 九州旅客鉄道. 1988: 181 （日语）.
3. ↑  『交通年鑑 昭和63年版』 交通協力會，1988年3月。
4. ↑  今村都南雄 『民営化の效果と現実NTTとJR』 中央法規出版，1997年8月。ISBN 978-4805840863
5. ↑  佐世保市統計書
6. ↑  長崎縣統計年鑑
7. ↑  今日の寄り鉄（10/31） 桧台（ひのきだい）団地駅？ - 気まぐれQ鉄城西車庫（日語） 気まぐれQ鉄城西車庫 2013年10月31日 2021年3月13日參閱

## 外部連結
- 中里站時間表 （页面存档备份，存于）（日語） - 松浦鐵道